# Rivière Sainte-Marguerite (Sept-Îles)
Pour les articles homonymes, voir Sainte-Marguerite et Rivière Sainte-Marguerite (homonymie).
La rivière Sainte-Marguerite est un cours d'eau traversant la ville de Sept-Îles, dans municipalité régionale de comté (MRC) de Sept-Rivières, dans la région administrative de la Côte-Nord, au Québec, au Canada.
La rivière est un important tributaire de l'estuaire maritime du Saint-Laurent, sur la Côte-Nord. La superficie du bassin versant de la rivière Sainte-Marguerite totalise 6 177 km2.
Trois aménagements hydroélectriques ont été construits le long de son cours. Hydro-Québec y a construit un barrage et une centrale hydroélectrique d'une puissance installée de 882 MW. La centrale de la Sainte-Marguerite-3 a été mise en service en 2003.

## Toponymie
Le motif original d'attribution de ce toponyme à la rivière reste inconnu. Lors de son voyage de 1603 sur la Côte-Nord, l'explorateur Samuel de Champlain écrivait ce qui suit: « nous vinsmes mouiller l'ancre proche d'une riviere qui s'appelle Saincte Marguerite. ».
Au Québec, plusieurs plans d'eau ou cours d'eau utilisent la désignation "Sainte-Marguerite", dont un affluent de la rivière Saguenay. Le toponyme "Rivière Sainte-Marguerite" pour désigner cette rivière a été officialisé le 5 décembre 1968 à la Banque des noms de lieux de la Commission de toponymie du Québec.
La Commission de toponymie indique que la rivière est aussi désignée sous le nom traditionnel de Tshemanipishtuk, Tshemani pishtuk, ou Tsheman pistuk, c'est-à-dire « rivière coupée par les chutes », « chute raide » ou « chute abrupte » en langue innue.

## Géographie
La rivière Sainte-Marguerite coule sur 280 km en direction nord-sud. Elle est ceinturée à l'ouest par le bassin versant de la rivière Moisie et à l'est par celui de la rivière Manicouagan. La rivière prend sa source de divers plans d'eau dans une région montagneuse située au nord du lac aux Cèdres, dans la municipalité régionale de comté (MRC) de Caniapiscau, mais la plus grande partie de son cours traverse la MRC de Sept-Rivières dans le territoire non organisé de Lac-Walker. En tout, la Sainte-Marguerite draine un bassin versant de 6 177 km2.

### Géologie et géomorphologie
Le bassin versant de la rivière Sainte-Marguerite, comme la plus grande partie de la Côte-Nord est caractérisé par des roches issues de l'orogenèse grenvillienne, survenue entre 1 500  et   900 millions d'années, qui traverse le Québec sur la rive nord du Saint-Laurent et qui possède une largeur de 325 km. Le socle rocheux est surtout constitué de gneiss à biotites et d'amphibolites d'âge précambrien. La région est caractérisée par des reliefs marqués par quelques intrusions de roches ultramafiques comme l'anorthosite et de gabbro.
Dans la région naturelle du plateau de la Sainte-Marguerite au nord de Sept-Îles, la rivière Sainte-Marguerite suit son cours dans un relief marqué, au fond d'une vallée encaissée dans un axe nord-sud,. Le fond de la vallée est principalement composé de dépôts fluvio-glaciaires, ce qui rend ses rives très sensibles à l'érosion.
Quatre glaciations ont modelé le relief de la Côte-Nord, et du Québec tout entier, durant le quaternaire, affectant les paysages. Elle été recouverte d'un immense glacier durant la dernière période glaciaire, modifiant profondément la topographie et le dynamique et sédimentaire du territoire. Le retrait de l'inlandsis laurentidien a débuté 14 000 AP. La déglaciation du chenal du Saint-Laurent a éventuellement provoqué la dislocation des dômes laurentidien et appalachien.
La déglaciation a laissé de nombreuses marques d'érosion et des dépôts le long de son recul. Un cordon morainique subcontinu, connu sous le nom de moraine de la Côte-Nord, s'étend entre la rivière Manicouagan et le lac Melville, marque un arrêt du retrait glaciaire, il y a 10 000 ans.
Des traces d'érosion sont surtout présentes jusqu'à une altitude de 130  à   150 m selon les endroits, au-dessus de la limite ultime de la transgression marine de la mer de Goldthwait, qui a déposé des silts et des argiles. Ensuite, les rivières gonflées par les eaux de fonte ont apporté des sables deltaïques avant de recouvrir le tout d'une carapace ferrugineuse, provenant des roches riches en fer de Schefferville. Ce revêtement imperméable est propice au développement de tourbières dans la région.
Le delta à l'embouchure s'est formé à partir des sédiments charriés par la rivière gonflée des eaux de fonte des glaciers. Une fois en contact avec la mer de Goldthwait, ces sédiments ont été déposés sur des argiles marines. L'édification de la côte deltaïque s'est produite pendant un refroidissement survenu entre 10 000 et 9 000 AP, ce qui a freiné le transport de sédiments pour un temps. Plus tard, la reprise de la fonte de la glace a facilité la stratification des dépôts fins qui ont servi à l'édification des deltas.
La flèche littorale a été formée et remodelée au cours des 2 000 dernières années. Comme à l'embouchure d'autres grandes rivières de la Côte-Nord, la flèche de la Sainte-Marguerite est fragilisée par l'érosion due aux vagues, ce qui a pour effet d'amincir le banc sableux.

### Hydrographie
La construction d'un barrage de 150 m de hauteur à 90 km de l'embouchure a profondément altéré l'environnement du cours supérieur de la rivière en créant un réservoir de 140 km et d'une superficie de 253 km2. La retenue a été construite dans le cadre de la construction de la centrale hydroélectrique de la Sainte-Marguerite-3. Le remplissage du réservoir a commencé le 1er avril 1998, pour se terminer en 2001.
À partir de la prise d'eau adjacente au barrage, l'eau du réservoir est canalisée dans une galerie d'amenée longue de 8 286 m creusée dans le roc. Une section de la rivière de près de 15 km entre le barrage et la centrale est par conséquent limité aux apports naturels. L'eau est turbinée après une chute de 330 m par deux groupes turbo-alternateurs de 441 MW, puis restituée par un canal de 1,5 km.
L'eau arrivant de l'amont et les apports naturels alimentent un second réservoir. Dans le dernier segment de son cours, la rivière Sainte-Marguerite s'élargit en amont de deux petites centrales hydroélectriques installées près de l'embouchure, qui est occupée en rive droite par l'ancienne municipalité de Gallix, aujourd'hui fusionnée à Sept-Îles. Finalement, la rivière se déverse dans la baie Sainte-Marguerite.

### Tenure et utilisation des terres

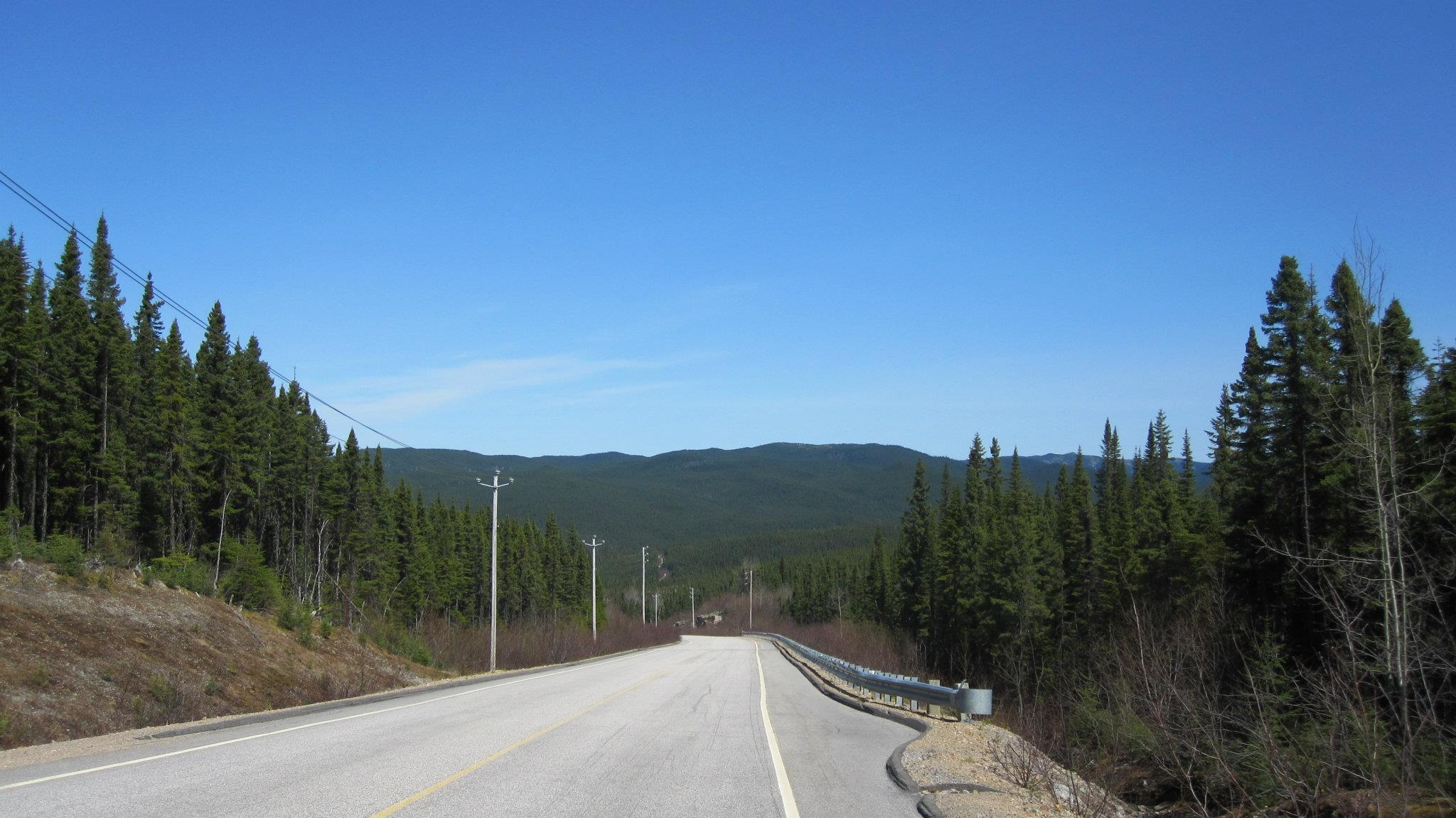
La route d'accès à la centrale SM-3.

La majeure partie du bassin versant de la Sainte-Marguerite est formé de terres publiques, comme plus de 99% de la superficie de la Côte-Nord, ce qui implique que la plupart des projets de développement industriel, commercial ou résidentiel impliquent des terres du domaine de l’État. Les propriétés privées se concentrent près de l'embouchure de la rivière; à Gallix et Clarke City, aujourd'hui le quartier de Clarke de la ville de Sept-Îles.
Une grande partie de sa superficie est désignée zone d'exploitation contrôlée, la Zec Matimek, qui est gérée par une association locale. La ZEC est bordée à l'ouest par la réserve faunique de Port-Cartier–Sept-Îles, dont le territoire de 6 423 km2 est géré par la SÉPAQ à des fins de conservation, de plein air pour l'ensemble de la population et de chasse et de piégeage pour les Autochtones.

### Embouchure
Grâce à un barachois, l'embouchure de la rivière constitue un refuge aux petites embarcations lors d'intempéries sur le fleuve Saint-Laurent. La pointe Sainte-Marguerite (qui prolonge la plage du même nom jusqu'au trois quarts de la baie à partir de la rive est) protège cette baie au fond sablonneux. À marée basse, le chenal d'entrée est peu profond, restreignant ainsi la navigation. L'emplacement du chenal varie annuellement et n'est pas balisé.
Le village de Rivière-Sainte-Marguerite-en-Bas se situe dans le canton de Leneuf sur la rive ouest de l'embouchure, là où la petite rivière Sainte-Marguerite, longue de 3 km, vient y déverser les eaux du lac Armand. Tandis que le canton d'Arnaud se situe du côté est de la rivière Sainte-Marguerite.

### Tributaires
Les principaux tributaires de la rivière Sainte-Marguerite sont :
- rive gauche (en partant de la source) : rivière Jean-Pierre, ruisseau Kauashetshu, ruisseau Kausseshkau, ruisseau Duberger, ruisseau Athanase et la décharge du lac Hingan.
- rive droite (en partant de la source) : ruisseau Kauassetshishkat, rivière de la Montagne blanche, ruisseau Alexandre, rivière Tabac, ruisseau Gamache, puis les rivières Gamache, Cacaoui, de la Grande Coulée, de la Coulée, Charles, Ferrée, Valin, Valin-Ouest, Ruisseau Wallace et la Petite rivière Sainte-Marguerite.

## Histoire

### Occupation originale du territoire
La région de la rivière Sainte-Marguerite est fréquentée par les Innus depuis 8 000 AP.

### Clarke City
Les frères William et George Clarke s'installent à l'embouchure de la rivière au début du XXe siècle et construisent une usine de pâte à papier. Ils aménagent le village de Clarke City entre 1900 et 1904 pour loger les employés de l'usine. La pulperie sera en opération à compter de 1908.

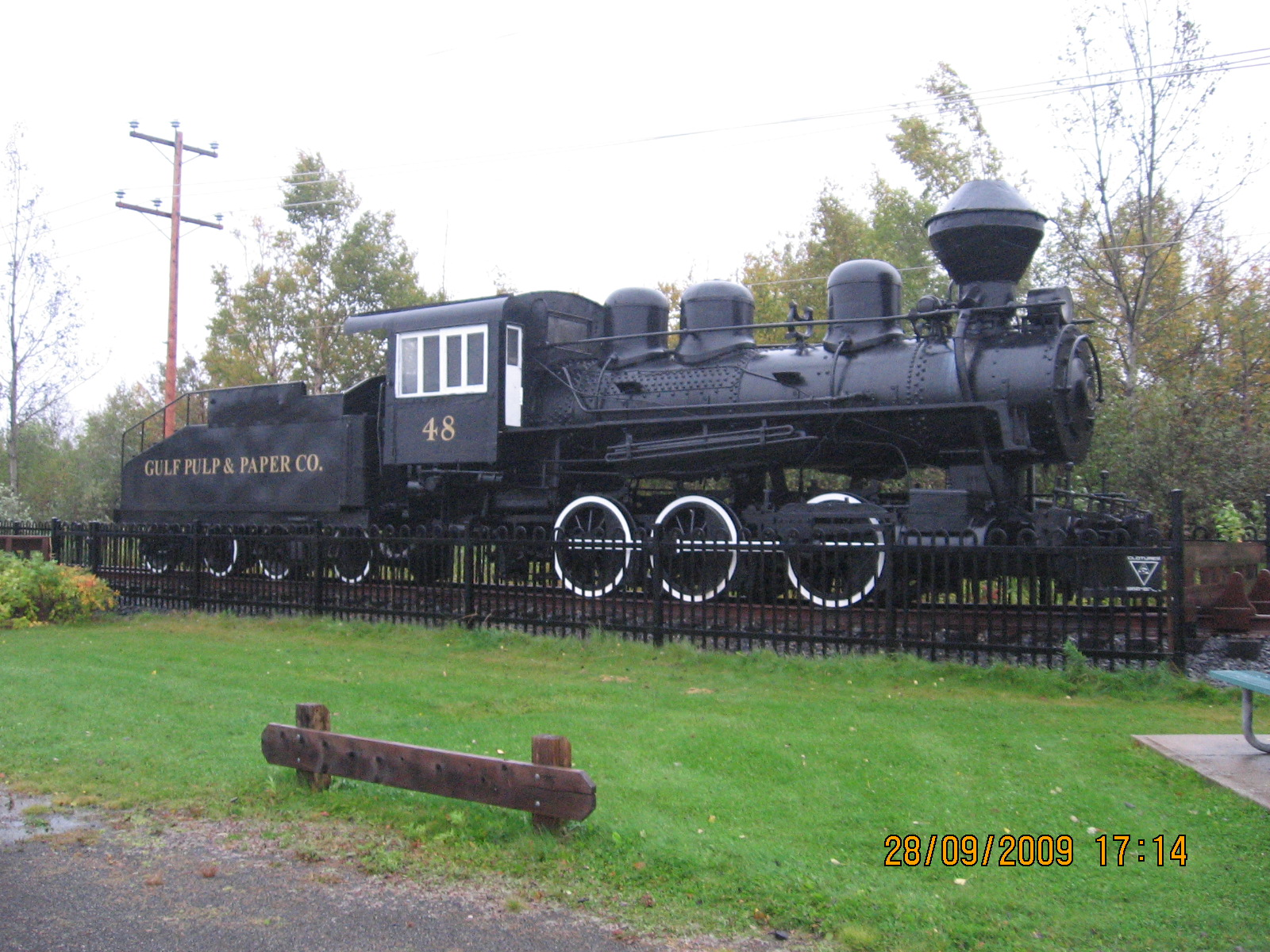
Une locomotive du premier chemin de fer de la Côte-Nord, mise en service par la Gulf Pulp and Paper Company.

La fabrication de pâte à papier a Clarke City est fortement intégrée à l'activité principale d'édition des deux éditeurs torontois. Autre exemple d'intégration verticale, l'usine de la Gulf Pulp and Paper Company tire profit de la force hydraulique acquise du gouvernement et construit une première centrale hydroélectrique sur la rivière qui produira l'électricité nécessaire pour alimenter l'usine et le village. Le développement des opérations des deux frères comprennent également la construction d'un premier chemin de fer dans la région, qui reliait l'usine aux installations portuaires de la Pointe-Noire à Sept-Îles.
Le développement de Clarke City, « ville de compagnie » moderne et dotée d'un quai, de réseaux d'aqueduc, d'égout et d'électricité, de services de santé, d'éducation, d'hébergement et de loisirs devient une référence pour plusieurs autres villages de la Côte-Nord construits pour exploiter les richesses naturelles du territoire. Le village, qui compte à l'époque « quelques centaines » d'habitants sera le principal centre de peuplement de la côte, jusqu'à la fondation de Baie-Comeau.
Après la Seconde Guerre mondiale, les activités de l'usine de la Gulf Pulp and Paper se poursuivent. Une deuxième centrale hydroélectrique est construite aux chutes d'Amont, à 3 km. La nouvelle centrale de la Sainte-Marguerite-2, est mise en service en 1954. Grâce à un tablier carrossable aménagé sur le barrage, les conducteurs de véhicules peuvent aujourd'hui franchir la rivière sur la route 138. L'usine de pâte et la centrale SM-1 ont cessé leurs opérations en 1967, en raison de difficultés financières. Cette fermeture sonne le déclin la municipalité, qui fusionne avec la ville de Sept-Îles en 1970

### Centrales hydroélectriques

#### Aménagement de la Sainte-Marguerite-3
La centrale de la Sainte-Marguerite-3 d'Hydro-Québec est de loin la plus imposante des trois centrales hydroélectriques à avoir été construite sur le cours de la rivière Sainte-Marguerite. Avec son imposant barrage qui ferme la vallée à 90 km de l'embouchure, la centrale souterraine construite dans le roc possède une puissance nominale de 882 MW et produit en moyenne 2 700 GWh d'énergie.
Les études préliminaires du potentiel énergétique et économique des sites aménageables de la rivière se déroulent de 1982 à 1985. L'entreprise commande ensuite deux phases d'avant-projet de 1986 à 1988 et de 1988 à 1991, qui sont publiées en 1991. Le Bureau d'audiences publiques sur l'environnement (BAPE) tient une série d'audiences publiques, où Hydro-Québec est critiqué de toute part. L'organisme émet un avis plutôt défavorable au projet, qui se conclut comme suit:

« En résumé, la commission en arrive à la conclusion que le projet d’aménagement hydroélectrique Sainte-Marguerite-3 qu’elle a examiné ne devrait pas être autorisé maintenant et selon le concept proposé par Hydre-Québec. 
La commission est d’avis qu’un aménagement hydroélectrique de la rivière Sainte-Marguerite seule, sans détournement de tributaires de la rivière Moisie, pourrait être acceptable socialement et s’avérer un moindre risque environnemental.
Un délai est toutefois nécessaire pour permettre une validation indépendante et publique des prévisions énergétiques d’Hydro-Québec, de même que pour compléter l’étude d’impact et évaluer l’ensemble des composantes du projet modifié. »

— Bureau d'audiences publiques sur l'environnement, (BAPE 1993, p. 376)
Le gouvernement accepte la recommandation du BAPE et autorise la construction d'un aménagement hydroélectrique qui exclut les détournements projetés des rivières aux Pékans et Carheil vers le cours supérieur de la Sainte-Marguerite et qui impose 41 conditions à son autorisation. Les aménagements, qui comprennent une route d'accès, un camp de travailleurs, le barrage, la centrale et une ligne de transport d'électricité double à 315 kV ont été construits entre 1994 et 2001. la mise en service du complexe a été retardée de deux ans en raison de plusieurs ratés techniques.
Après sa mise en service, des problèmes avec les groupes turbo-alternateur ont réduit la puissance maximale de SM-3 pendant plusieurs années. Au total, les coûts de construction du complexe ont représenté des investissements de 2,5 milliards $C.

#### Centrales près de l'embouchure

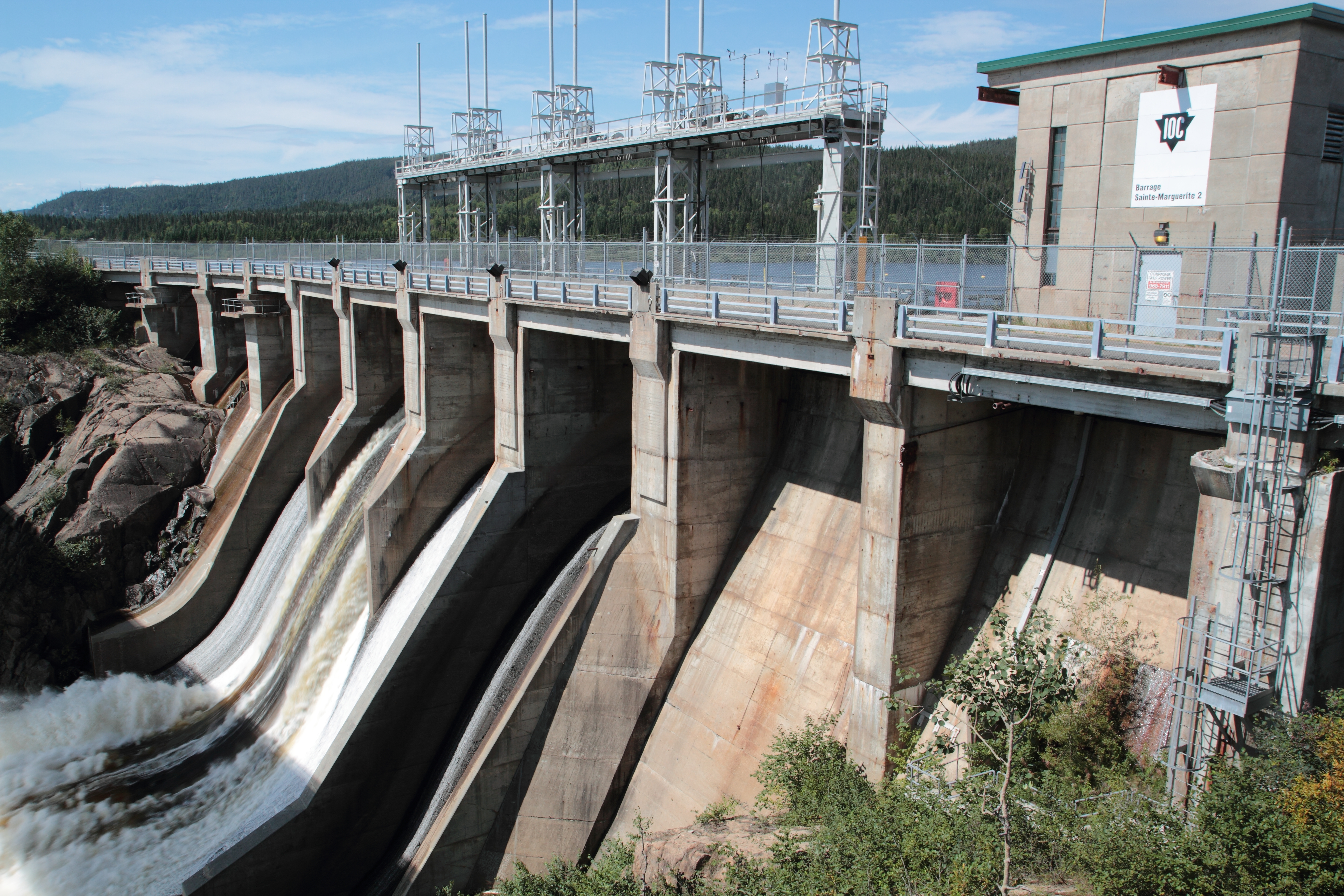
L'évacuateur de crues du barrage SM-2, propriété de la compagnie Iron Ore du Canada.

Au moment de la construction de SM-3, deux centrales étaient déjà en service près de l'embouchure : la centrale de la Sainte-Marguerite-2 (SM-2) de 18 MW, mise en service en 1954 et exploitée par Gulf Power, une filiale de la Compagnie Iron Ore du Canada, et la centrale de la Sainte-Marguerite-1 (SM-1) de 8,5 MW, mise en service en 1908 et aujourd'hui exploitée par Innergex.
La compagnie Gulf Pulp and Paper a obtenu le droit de louage des forces hydrauliques sur le site dit des Deuxièmes Chutes par une loi d'intérêt privé adoptée en février 1951. Un barrage d'une hauteur de chute de 37 m est construit sur le site entre 1952 et 1954 par la compagnie Gulf Power, filiale de l'Iron Ore du Canada (IOC). La Gulf Pulp and Paper vend ses propriétés au tournant des années 1970. La filiale de l'IOC acquiert le barrage à crête déversante de la Première chute et le lit de la rivière entre les deux barrages, de manière à maintenir le niveau aval de du barrage SM-2 et garantir le bon fonctionnement de sa centrale.
« Les terrains, les ouvrages, le droit d'utiliser les forces hydrauliques et le droit d'entretenir les ouvrages nécessaires à la production d'énergie » au site de la Première Chute sont vendus en 1969 à la compagnie Les Immeubles Arnaud Limitée, qui prend possession des actifs immobiliers, et sa filiale, la Corporation d'électricité de la Rivière Hall, qui détient les droits hydrauliques. Les Immeubles Arnaud sont vendus à des notables locaux en 1973. L'entreprise réalise quelques profits en vendant une partie de ses 1 500 ha de terrains à des fins résidentielles. Une quarantaine de lots à bâtir sont vendus par la compagnie dans le secteur de Clarke City entre 1973 et 1975. Les promoteurs immobiliers font quelques tentatives infructueuses pour trouver un acheteur pour l'électricité et remettre la centrale en service, mais sans trop de succès.
La propriété du site est vendue à une filiale de Hydroméga pour une somme de 2 millions $ le 24 février 1989. Le site de la Première chute est ensuite réhabilité par Hydrowatt SM-1, une filiale d'Hydromega. La puissance installée de la centrale est de 8,5 MW en 1993. L'entreprise a ajouté deux groupes turbo-alternateurs au début des années 2000, alors qu'Hydro-Québec s'apprêtait à mettre en service la centrale SM-3. Depuis 2002, sa puissance installée est de 30,5 MW.
L'usine a été vendue en 2014 à un partenariat formé d'Innergex (50,01%) et du Régime des rentes du Mouvement Desjardins (49,99%). L'électricité produite à la centrale Sainte-Marguerite-1 est vendue à Hydro-Québec dans le cadre de contrats à long terme,.